# جهاز (دریایی)
جهاز یا جهازات، در اصطلاح دریانوردی سنتی در خلیج فارس و دریای سرخ و اقیانوس هند، نام عمومی انواع شناورهای چوبی منطقه است که بادبان‌بندی لچکی داشتند.

## نام
این نام از کلمه عربی «جهاز» می‌آید که گر چه عموماً به معنی وسیله یا دستگاه است اما در زمینه دریانوردی به معنی کشتی و قایق است. در زبان سواحلی واژه «جهازی» به همین معنی به کار می‌رود. در انگلیسی و بسیاری از دیگر زبان‌های اروپایی داو (dhow) گفته می‌شود، گرچه ریشه این واژه روشن نیست و معلوم نیست از چه زبانی گرفته شده‌است. در چند دهه اخیر به جهازهایی که به جای بادبان دارای موتور هستند در فارسی لنج گفته می‌شود که از واژه انگلیسی launch به معنی کشتی یا قایق کوچک و چوبی و موتوردار گرفته شده‌است.

## تاریخ
پیشینه ساختن جهاز چندان روشن نیست. سنت ساختن این کشتی‌ها و قایق‌ها از زمان‌های دور در هند و عمان و کویت و ایران وجود داشته‌است.

## نگارخانه

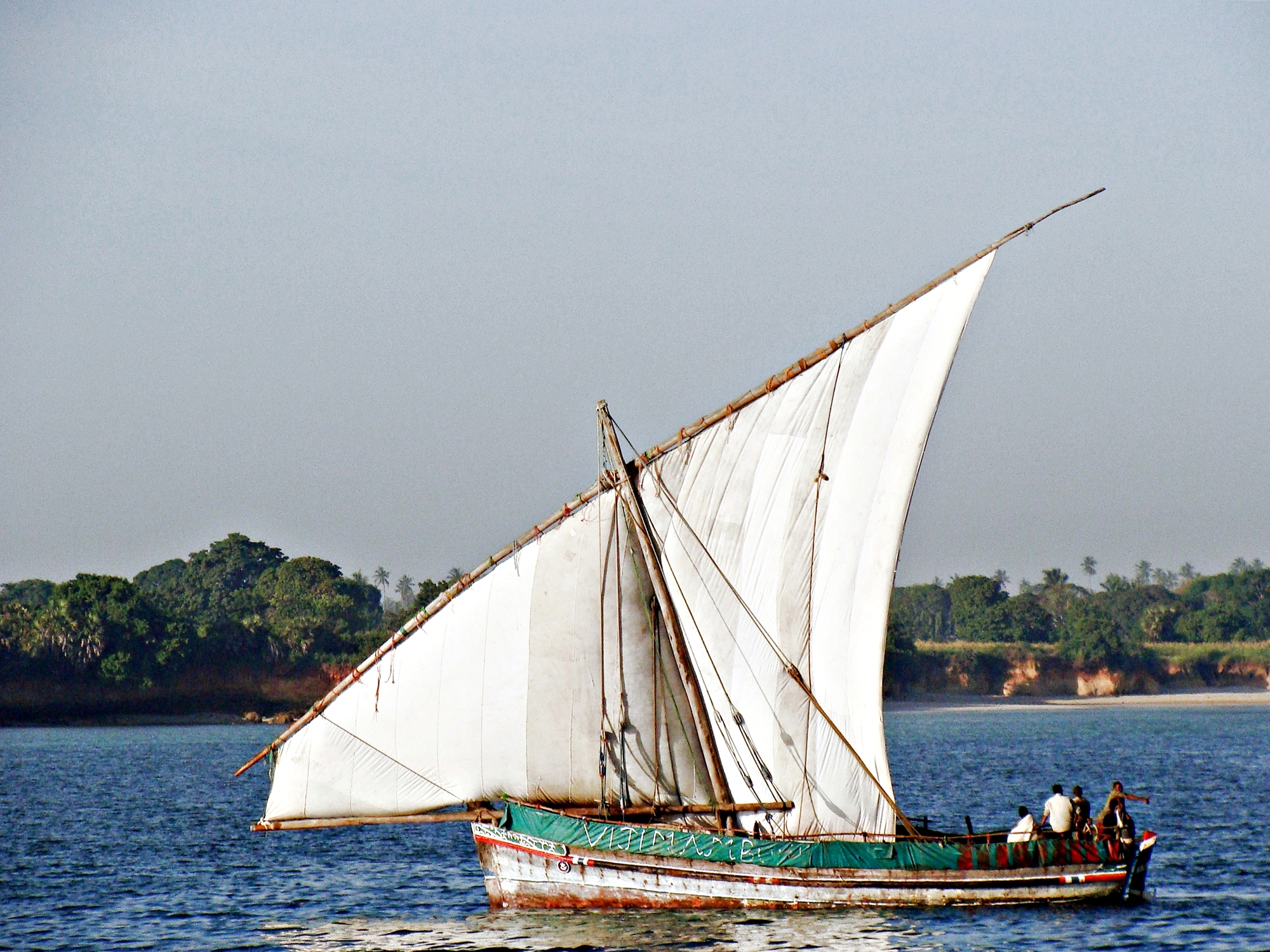
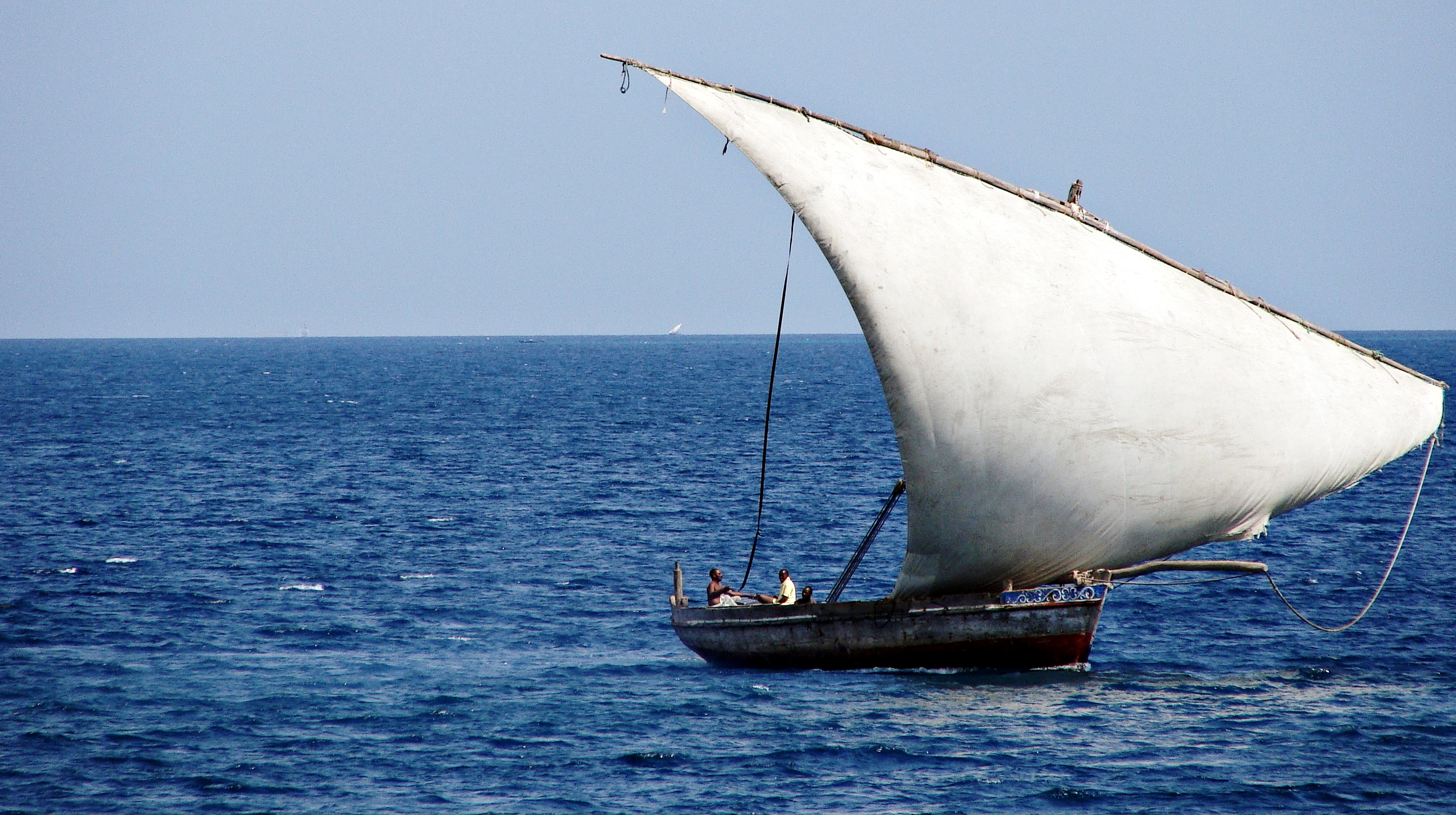
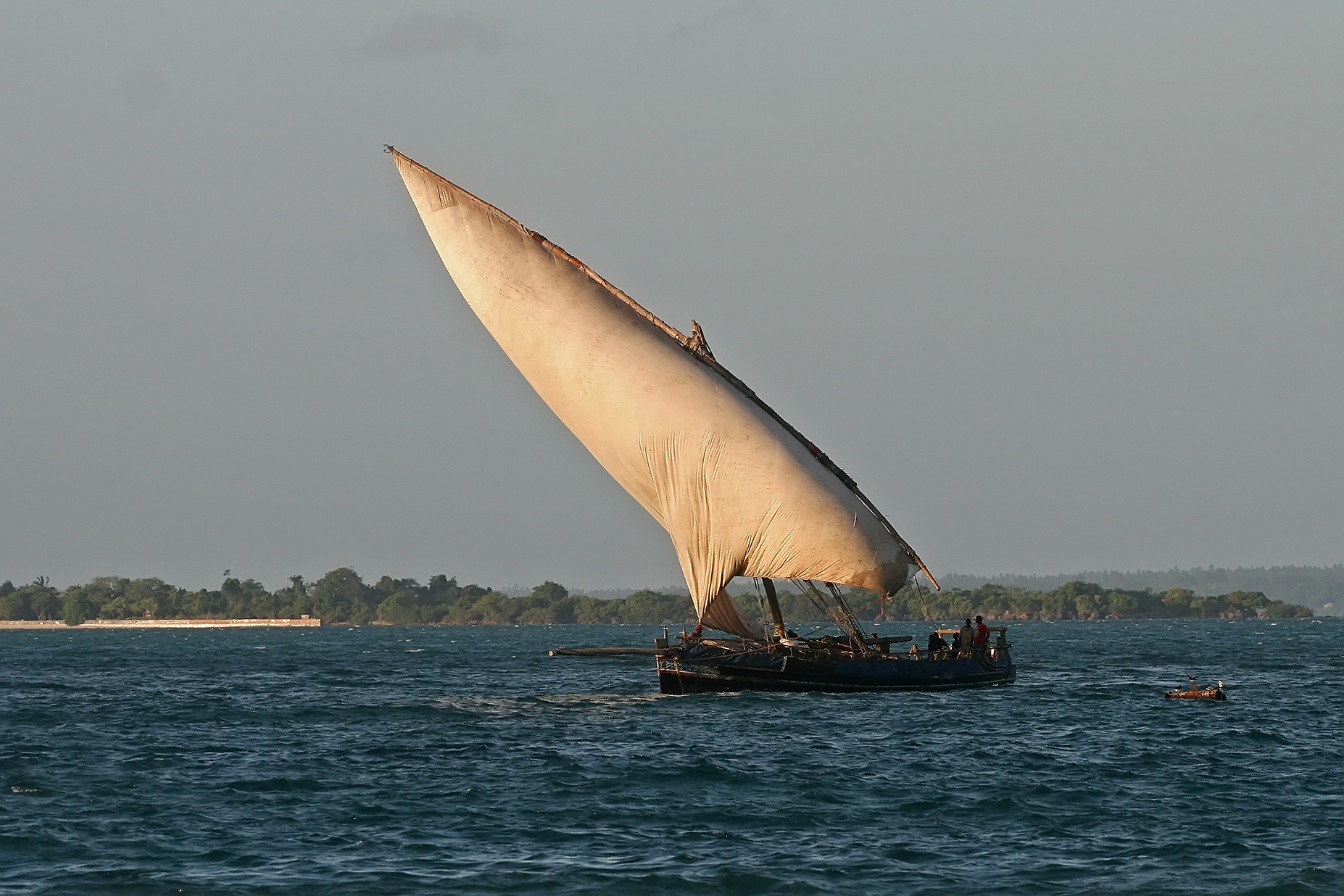
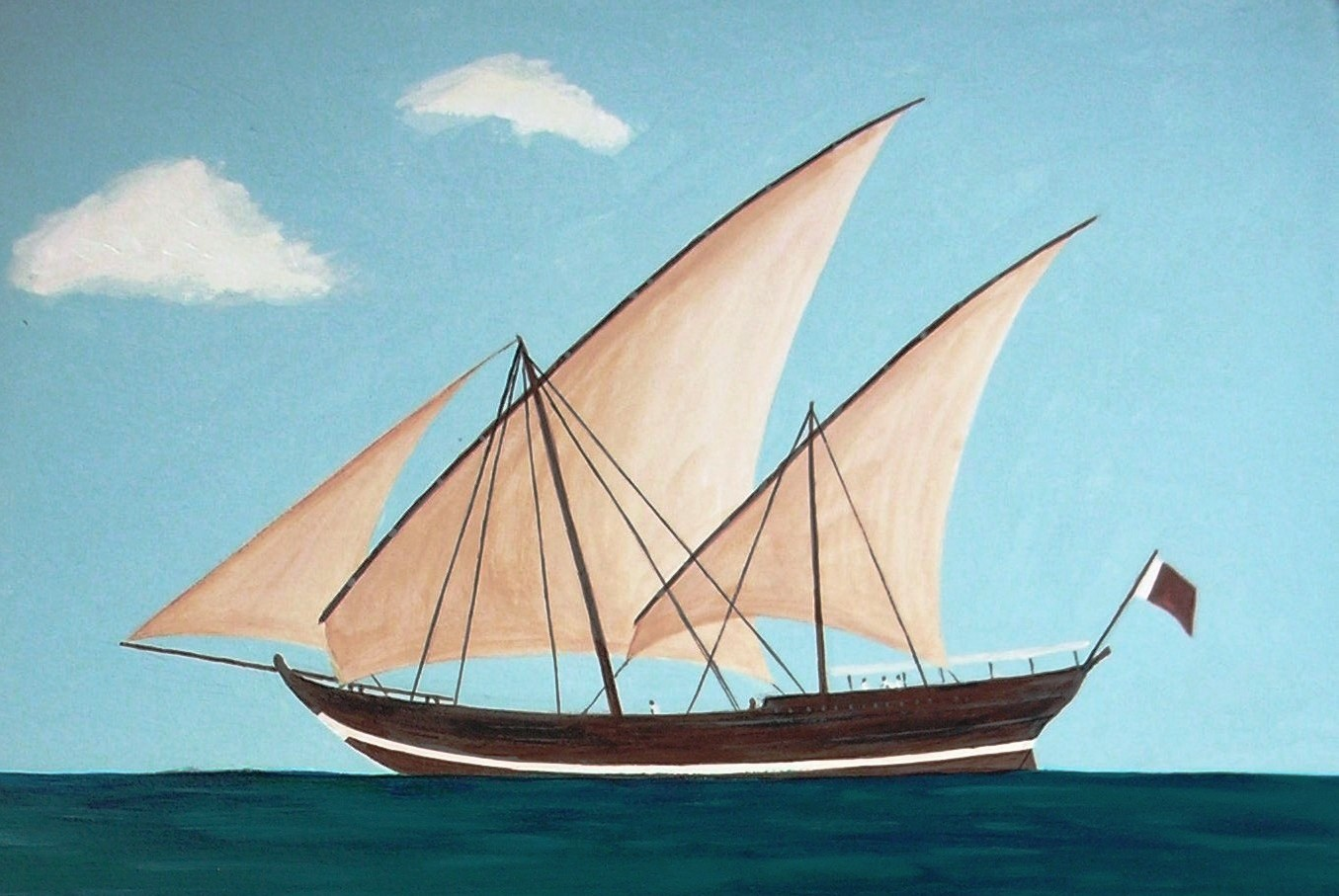
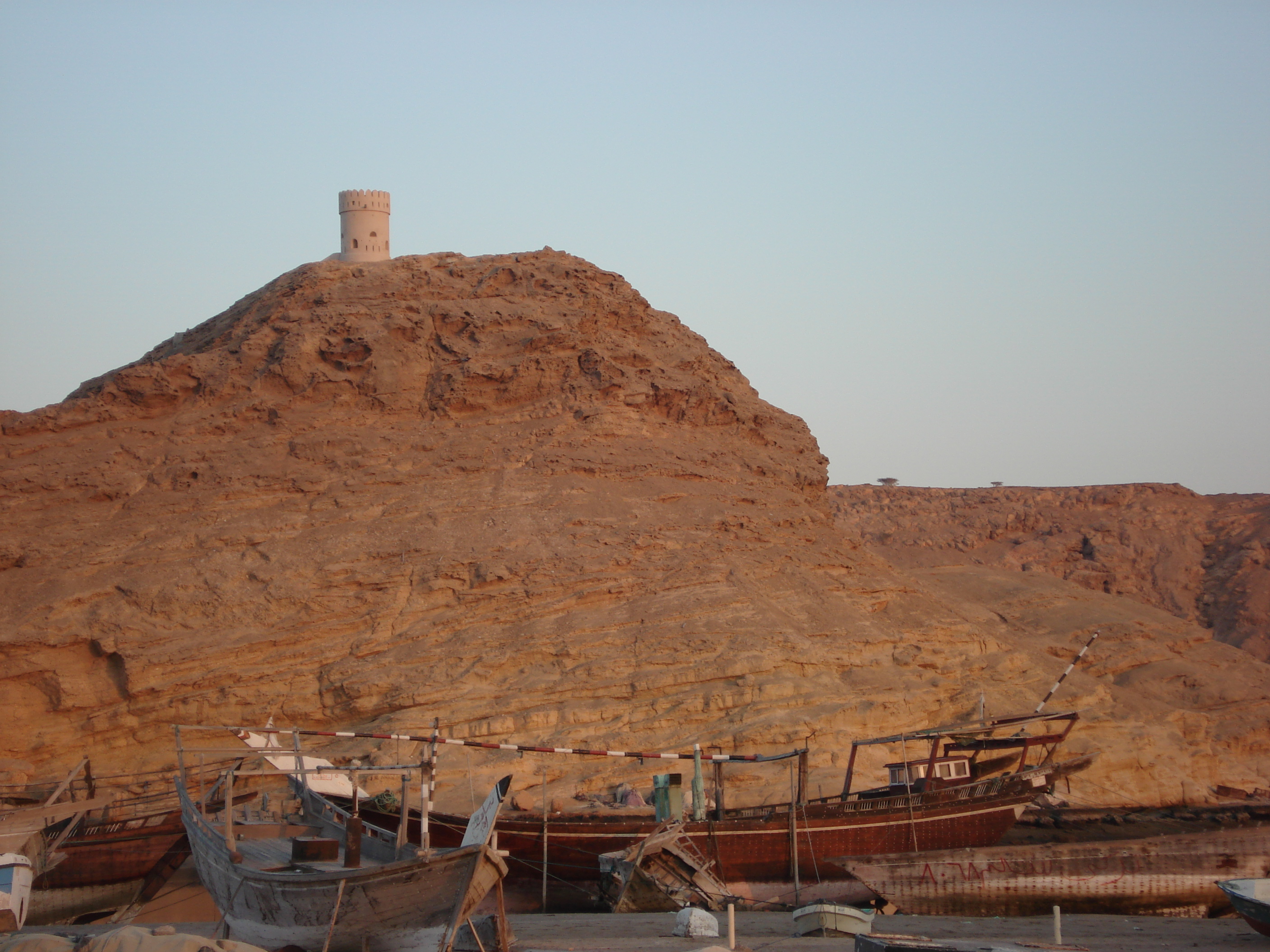
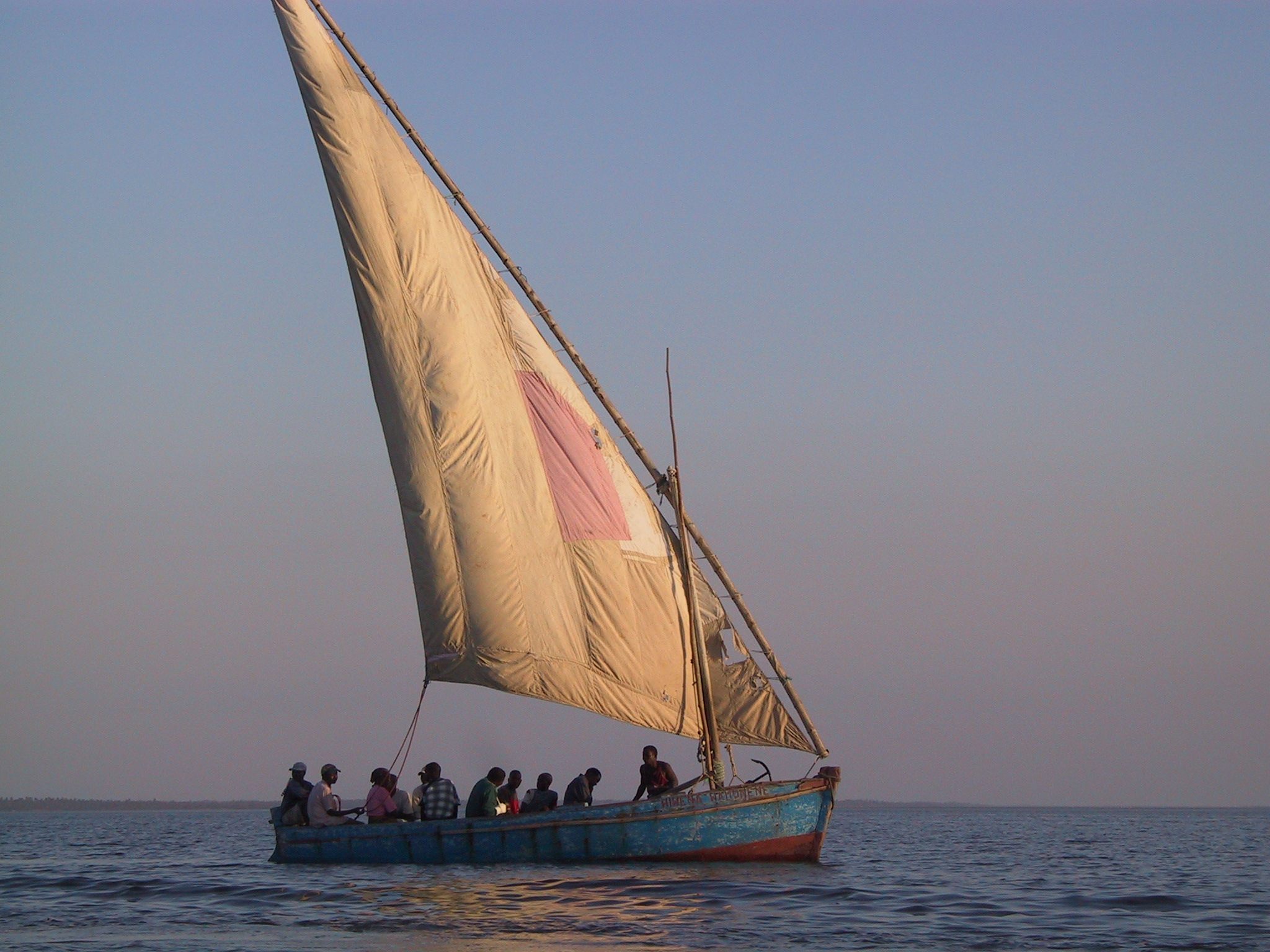
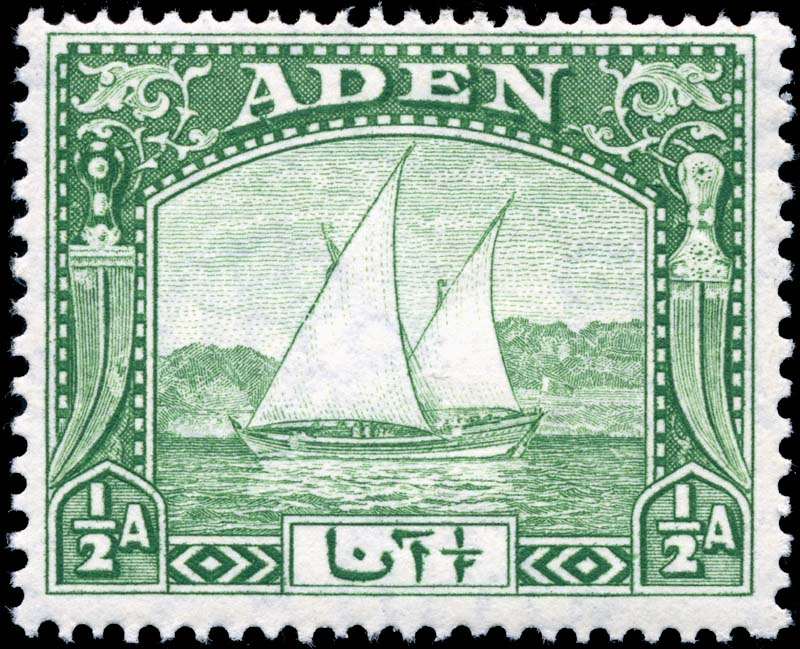
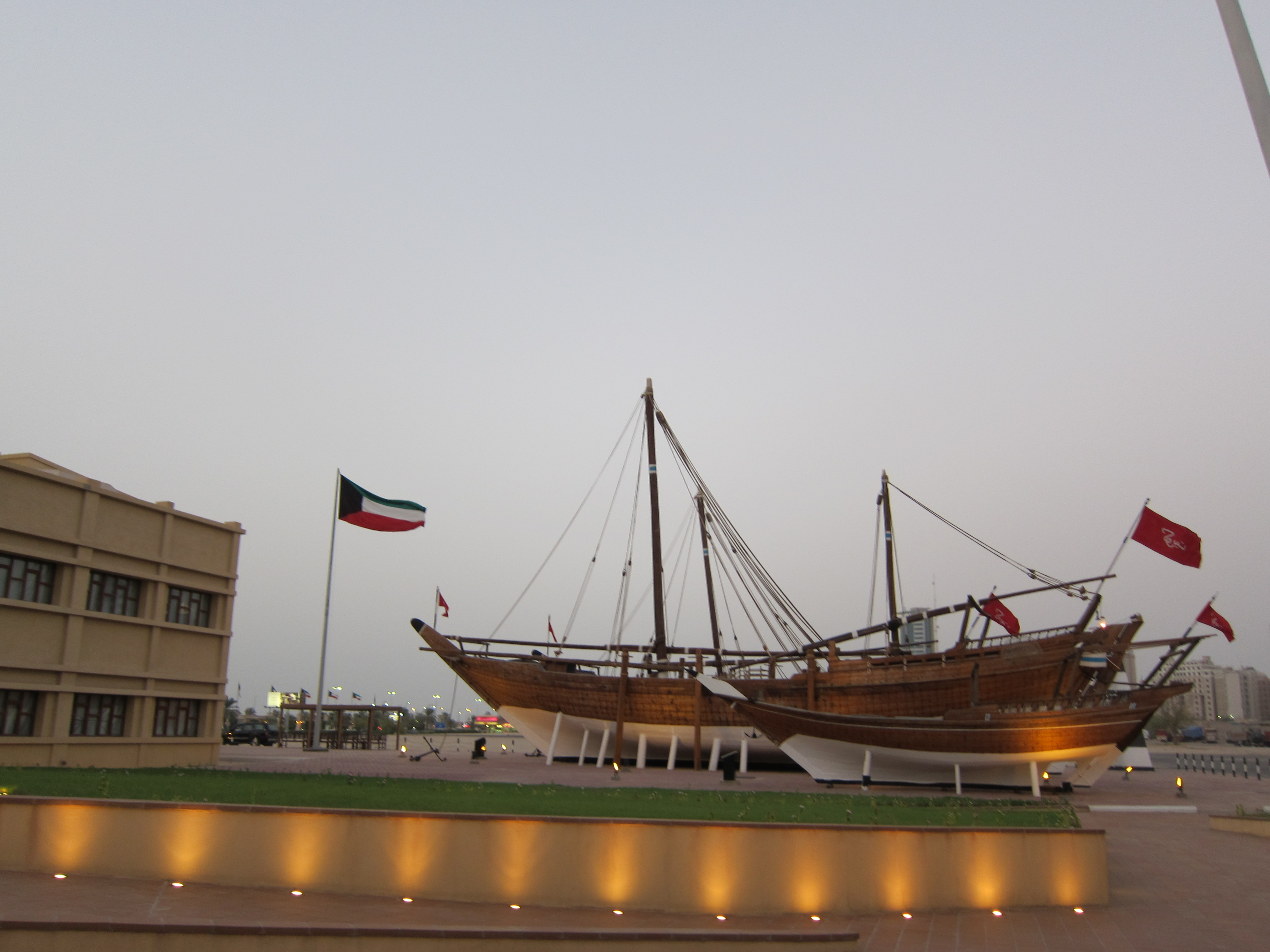
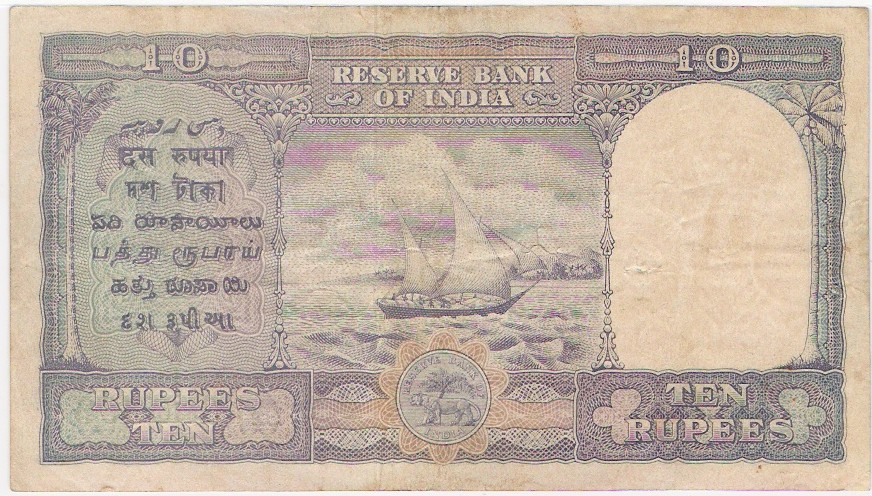
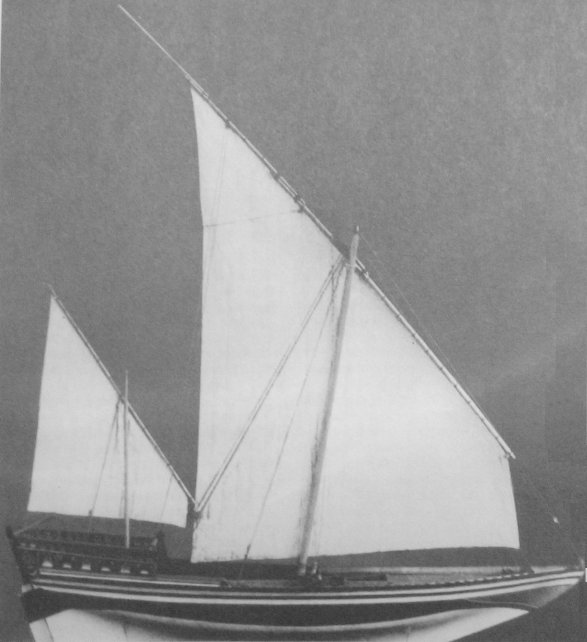
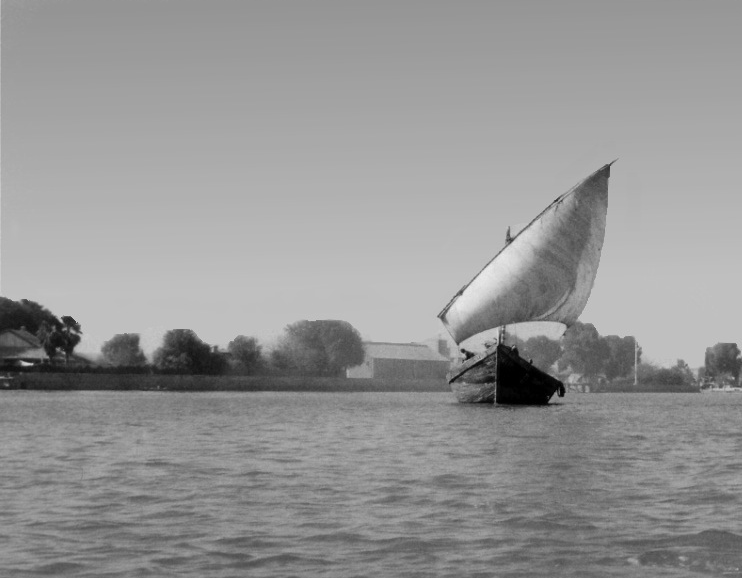

## انواع جهاز
- بوم
- بغله
- سمبوق
- شوعی
- تونی